# Juan Carlos Gangas
Juan Carlos Gangas Lubones (* 19. September 1944 in Santiago) ist ein ehemaliger chilenischer Fußballspieler  und -trainer. Der Stürmer war in Chile sowie in Bolivien aktiv und wurde fünf Mal nationaler Meister.

## Karriere

### Verein
Seine fußballerischen Anfänge machte Gangas im Verein Juventud Sanitas, doch als Talent wurde er bei Atlético Santa Ana in La Granja erkannt. 1959 trat er der Jugendabteilung von Universidad de Chile als Mittelstürmer bei.
Den Großteil seiner Karriere spielte er als Flügelstürmer, sowohl auf der linken als auch auf der rechten Seite. Er stand im Kader der U20-Nationalmannschaft bei der Südamerikameisterschaft in Kolumbien 1964. Sein Debüt in der Primera División gab er 1964 für die Universidad de Chile, wobei er durch seine Schnelligkeit und seinen präzisen Schuss auffiel. Allerdings war seine Stammplatzsituation im Team durch die Präsenz zweier hervorragender Spieler eingeschränkt: Pedro Araya auf der rechten und Leonel Sánchez auf der linken Seite. In seiner Zeit bei La U gewann Gangas drei Meisterschaften. 1968 wechselte er zu CSD Colo Colo, wo er bis zur Saison 1970 spielte und in seinem letzten Jahr bei den Albos einen weiteren Meistertitel gewinnen konnte. In den Jahren 1971 und 1972 war er im Norden Chiles für Antofagasta Portuario aktiv.
1973 zog er ins Ausland, nach Bolivien, um für den Club Jorge Wilstermann zu spielen und gewann mit dem Verein aus Cochabamba die bolivianische Meisterschaft. Im folgenden Jahr, 1974, wurde er vom Club Bolívar aus La Paz verpflichtet. 1977 kehrte er nach Chile zurück und spielte für Ñublense. Dort beendete er seine Spielerkarriere und wurde Trainer.

### Trainer
Nach seiner Spielerkarriere übernahm Gangas 1978 Ñublense und trainierte weitere Vereine in Chile. Größter Erfolg war der Gewinn der Segunda División 1986 bei Lota Schwager und der damit verbundene Aufstieg in die Primera División. Seine letzte Cheftrainerposition war 2006 bei Deportes Temuco.

## Erfolge
Universidad de Chile
- Chilenischer Meister: 1964, 1965, 1967

Colo-Colo
- Chilenischer Meister: 1970

Jorge Wilstermann
- Bolivianischer Meister: 1973
- Meister der Asociación Cochabamba: 1973